# Naturligt experiment
Ett naturligt experiment är en studiedesign som används för att undersöka effekterna av en yttre faktor (exempelvis en politisk reform eller en intervention) I naturliga experiment jämför forskare effekten av en sådan yttre faktor på de individer som påverkades av denna med en jämförelsegrupp bestående av individer som inte påverkades. Naturliga experiment räknas som en typ av observationsstudie eftersom forskarna inte har kontroll över vilka individer som ingår i försöksgruppen. Det är detta som skiljer dem från kontrollerade experiment, såsom randomiserade kontrollstudier. Naturliga experiment skiljer sig dock från andra typer av observationsstudier i att uppdelningen av individer i försöks- och jämförelsegrupper bedöms vara orsakad av mer eller mindre slumpmässiga naturliga faktorer. Tanken är därmed att så långt som möjligt efterlikna randomiserade kontrollstudier.